# Hospital Geral do Estado Dr. Osvaldo Brandão Vilela
O Hospital Geral do Estado Dr. Osvaldo Brandão Vilela é um hospital público localizado em Maceió, no estado de Alagoas, Brasil.